# Allonychus brevipenis
Allonychus brevipenis är en spindeldjursart som beskrevs av Fabiola Feres 1992. Allonychus brevipenis ingår i släktet Allonychus och familjen Tetranychidae. Inga underarter finns listade i Catalogue of Life.